# 馬里奧·弗蘭契奇
馬里奧·弗蘭契奇（德語：Mario Vrančić；1989年5月23日—）是一位波赫足球運動員，在場上的位置是中場。現效力於波斯尼亞和黑塞哥維那超級足球聯賽球隊萨拉热窝。
作为前德国青年国脚，弗兰契奇在2015年代表波斯尼亞和黑塞哥維那國家足球隊完成了他成人国际比赛首秀。

## 榮譽

### 球會
诺维奇城
- 英格蘭足球冠軍聯賽冠軍：2018–19、2020–21[4]賽季

### 國家隊
德國U19
- 歐洲U-19足球錦標賽冠軍：2008年

## 外部連結
- Soccerway資料庫：馬里奧·弗蘭契奇